# Elecciones al Parlamento de Galicia de 2012
Las elecciones al Parlamento de Galicia de 2012, que abrieron paso a la IX legislatura, se celebraron anticipadamente el 21 de octubre de 2012. Se celebraron junto a las elecciones al Parlamento Vasco.

## Contexto
El 27 de agosto de 2012, seis días después del adelanto electoral anunciado en el País Vasco por su lehendakari Patxi López, el presidente de la Junta Alberto Núñez Feijóo anuncia también el adelanto a las elecciones en la comunidad autónoma de Galicia para hacerlas coincidir en la misma fecha, a pesar de que todavía restaban 6 meses de legislatura.
Las elecciones al Parlamento de Galicia de 2012 eligieron un total de 75 diputados, en 4 circunscripciones: La Coruña (24 diputados), Lugo (15 diputados), Orense (14 diputados) y Pontevedra (22 diputados). Los 75 diputados elegirían al Presidente de la Junta de Galicia, que se encargaría de formar gobierno, iniciándose la IX legislatura, con una duración de 4 años (salvo, como en este caso, que el presidente de la Junta decidiera un adelanto electoral).

## Candidaturas

### Candidatos a Presidente de la Junta de Galicia
Los candidatos de los partidos con representación en el Parlamento de Galicia fueron Alberto Núñez Feijóo por el PPdeG, Pachi Vázquez por el PSdeG y Francisco Jorquera por el BNG. De entre los extraparlamentarios que obtuvieron resultados significativos en las anteriores elecciones, los candidatos fueron José Canedo por UPyD y Xoán Bascuas por CxG, mientras que Alternativa Galega de Esquerda (AGE) no tuvo candidato por la pluralidad de la coalición, aunque destacaron Xosé Manuel Beiras y Yolanda Díaz como líderes de Anova-Irmandade Nacionalista y Esquerda Unida respectivamente.
Además, estas elecciones significarían la reaparición en política de Mario Conde con el nuevo proyecto Sociedad Civil y Democracia (SCD).

### Candidaturas por circunscripciones
En negrita, el candidato a la presidencia de la Junta de Galicia.
| Provincia  | Cabeza de lista | Observaciones |
| ---------- | --- | --- |
| La Coruña  | - PPdeG: Beatriz Mato - PSdeG-PSOE: Francisco Caamaño - BNG: Francisco Jorquera - EU-Anova: Xosé Manuel Beiras                   | - Otras candidaturas: CDL, Comunistas da Galiza, CXG, CXXI, Eb, FE-JONS, PACMA, PH, PT, SAIn, SCD, UC, UCE, UPyD                           |
| Lugo       | - PPdeG: Raquel Arias Rodríguez - PSdeG-PSOE: Concepción Burgo López - BNG: Cosme Pombo Rodríguez - EU-Anova: Ramón Vázquez Díaz | - Otras candidaturas: CDL, CXG, CXXI, Eb, FE-JONS, Hartos.org, PACMA, PT, PUM+J, PYC, SCD, UCE, UPyD                                       |
| Orense     | - PPdeG: Jesús Vázquez Abad - PSdeG-PSOE: Pachi Vázquez - BNG: Tereixa Paz - EU-Anova: David Fernández Calviño                   | - Otras candidaturas: CDL, CXG, CXXI, DO, Eb, FE-JONS, PACMA, PIRATAS.GAL, PT, PUM+J, PYC, SCD, UCE, UPyD                                  |
| Pontevedra | - PPdeG: Alberto Núñez Feijóo - PSdeG-PSOE: Abel Losada Álvarez - BNG: Carlos Aymerich - EU-Anova: Juan Manuel Fajardo           | - Otras candidaturas: ADCG, CDL, Comunistas da Galiza, CXG, CXXI, DeC, Eb, FE-JONS, PACMA, PIRATAS.GAL, PH, PUM+J, PT, SCD, SDD, UCE, UPyD |

## Sondeos
| Encuesta                      | PPdeG | PSdeG-PSOE | BNG   | AGE   | UPyD | EU    | Anova | CxG  | Otros |
| ----------------------------- | ----- | ---------- | ----- | ----- | ---- | ----- | ----- | ---- | ----- |
| Elecciones de 2009            | 46,7% | 31,0%      | 16,0% | -     | 1,4% | 1,0%  | -     | -    | 3,9%  |
| Escaños                       | 38    | 25         | 12    | -     | 0    | 0     | -     | -    | 0     |
|                               |       |            |       |       |      |       |       |      |       |
| La Voz de Galicia(12/2010)    | 48,7% | 27,1%      | 14,9% | -     | N/A  | N/A   | -     | -    | N/A   |
| Escaños                       | 40    | 23         | 12    | -     | N/A  | N/A   | -     | -    | N/A   |
|                               |       |            |       |       |      |       |       |      |       |
| La Voz de Galicia(2/2011)     | 49,2% | 24,8%      | 14,5% | -     | N/A  | N/A   | -     | -    | N/A   |
| Escaños                       | 42    | 21-22      | 11-12 | -     | N/A  | N/A   | -     | -    | N/A   |
|                               |       |            |       |       |      |       |       |      |       |
| La Voz de Galicia(4/2012)     | 46,1% | 26,9%      | 13,3% | -     | N/A  | N/A   | -     | -    | 13,7% |
| Escaños                       | 41    | 24         | 10    | -     | N/A  | N/A   | -     | -    | 0     |
|                               |       |            |       |       |      |       |       |      |       |
| La Razón(3/9/2012)            | 40,6% | 28,4%      | 11,9% | -     | 4,1% | 4,4%  | 5%    | 3,1% | 2,5%  |
| Escaños                       | 34-37 | 24-25      | 10    | -     | 0-2  | 1-2   | 2     | 0    | 0     |
|                               |       |            |       |       |      |       |       |      |       |
| La Voz de Galicia(09/2012)    | 43,4% | 26,4%      | 11,5% | 6,1%  | N/A  | (AGE) | (AGE) | N/A  | N/A   |
| Escaños                       | 39    | 24         | 9     | 3     | N/A  | -     | -     | N/A  | N/A   |
|                               |       |            |       |       |      |       |       |      |       |
| La Razón(16/9/2012)           | 48,0% | 32,4%      | 13,8% | 7,3%  | N/A  | (AGE) | (AGE) | -    | -     |
| Escaños                       | 36-38 | 24-26      | 9-10  | 3     | 1    | -     | -     | -    | -     |
|                               |       |            |       |       |      |       |       |      |       |
| La Razón                      | -     | -          | -     | -     | N/A  | (AGE) | (AGE) | -    | -     |
| Escaños                       | 37-39 | 23-24      | 10-11 | 1-2   | 0-2  | -     | -     | -    | -     |
|                               |       |            |       |       |      |       |       |      |       |
| CIS(05/10/2012)               | 44,1% | 28,2%      | 15,6% | 4,6%  | 1,0% | (AGE) | (AGE) | N/A  | 3,5%  |
| Escaños                       | 38    | 23-24      | 12-13 | 1     | 0    | -     | -     | 0    | N/A   |
|                               |       |            |       |       |      |       |       |      |       |
| ABC(07/10/2012)               | 49,0% | 22,3%      | 13,3% | 10,9% | N/A  | (AGE) | (AGE) | 1,8% | N/A   |
| Escaños                       | 40-41 | 18-19      | 8     | 7     | 0    | -     | -     | 1    | N/A   |
|                               |       |            |       |       |      |       |       |      |       |
| La Voz de Galicia(07/10/2012) |       |            |       |       |      | (AGE) | (AGE) | N/A  |       |
| Escaños                       | 39    | 22         | 12    | 2     | 0    | -     | -     | 0    | N/A   |
|                               |       |            |       |       |      |       |       |      |       |
| La Razón(15/10/2012)          | 45,1% | 27,0%      | 14,5% | 6,2%  |      | (AGE) | (AGE) | N/A  |       |
| Escaños                       | 38-39 | 23         | 11    | 2-3   | 0    | -     | -     | 0    | N/A   |
|                               |       |            |       |       |      |       |       |      |       |
| Cadena Ser(15/10/2012)        | 42,2% | 21,5%      | 13,9% | 7,8%  | 3,1% | (AGE) | (AGE) | 1,8% | 5,9%  |
| Escaños                       | 37-38 | 19-20      | 11-12 | 6-7   | 0    | -     | -     | 0    | N/A   |
|                               |       |            |       |       |      |       |       |      |       |

## Resultados

### General
Resultados provisionales, sin residentes en exterior, censo CERA.
| ← Elecciones al Parlamento de Galicia de 2012 → |                                                      |                               |         |       |         |     |
| Presidente y gobierno: | Partido:                                             | Candidato                     | Votos   | %     | Escaños | +/- |
| - Presidente: Alberto Núñez Feijóo - Gobierno: PP - Censo: 2.697.717 - Votantes: 1.481.379 (54,91%) - Abstención: 1.216.338 (45,09%) - Válidos: 1.443.848 - A candidaturas: 1.405.400 - Escaños a repartir: 75 | Partido Popular de Galicia (PPdeG)                   | Alberto Núñez Feijóo          | 661.281 | 45,80 | 41      | +3  |
| - Presidente: Alberto Núñez Feijóo - Gobierno: PP - Censo: 2.697.717 - Votantes: 1.481.379 (54,91%) - Abstención: 1.216.338 (45,09%) - Válidos: 1.443.848 - A candidaturas: 1.405.400 - Escaños a repartir: 75 | Partido dos Socialistas de Galicia-PSOE (PSdeG-PSOE) | Pachi Vázquez                 | 297.584 | 20,61 | 18      | -7  |
| - Presidente: Alberto Núñez Feijóo - Gobierno: PP - Censo: 2.697.717 - Votantes: 1.481.379 (54,91%) - Abstención: 1.216.338 (45,09%) - Válidos: 1.443.848 - A candidaturas: 1.405.400 - Escaños a repartir: 75 | Alternativa Galega de Esquerda (EU-Anova)            | Xosé Manuel Beiras            | 200.828 | 13,91 | 9       | +9  |
| - Presidente: Alberto Núñez Feijóo - Gobierno: PP - Censo: 2.697.717 - Votantes: 1.481.379 (54,91%) - Abstención: 1.216.338 (45,09%) - Válidos: 1.443.848 - A candidaturas: 1.405.400 - Escaños a repartir: 75 | Bloque Nacionalista Galego (BNG)                     | Francisco Jorquera            | 146.027 | 10,11 | 7       | -5  |
| - Presidente: Alberto Núñez Feijóo - Gobierno: PP - Censo: 2.697.717 - Votantes: 1.481.379 (54,91%) - Abstención: 1.216.338 (45,09%) - Válidos: 1.443.848 - A candidaturas: 1.405.400 - Escaños a repartir: 75 | Unión Progreso y Democracia (UPyD)                   | José Canedo                   | 21.335  | 1,48  | 0       | =   |
| - Presidente: Alberto Núñez Feijóo - Gobierno: PP - Censo: 2.697.717 - Votantes: 1.481.379 (54,91%) - Abstención: 1.216.338 (45,09%) - Válidos: 1.443.848 - A candidaturas: 1.405.400 - Escaños a repartir: 75 | Escaños en Blanco (Eb)                               | -                             | 17.141  | 1,19  | 0       | N/A |
| - Presidente: Alberto Núñez Feijóo - Gobierno: PP - Censo: 2.697.717 - Votantes: 1.481.379 (54,91%) - Abstención: 1.216.338 (45,09%) - Válidos: 1.443.848 - A candidaturas: 1.405.400 - Escaños a repartir: 75 | Sociedad Civil y Democracia (SCD)                    | Mario Conde                   | 15.990  | 1,11  | 0       | N/A |
| - Presidente: Alberto Núñez Feijóo - Gobierno: PP - Censo: 2.697.717 - Votantes: 1.481.379 (54,91%) - Abstención: 1.216.338 (45,09%) - Válidos: 1.443.848 - A candidaturas: 1.405.400 - Escaños a repartir: 75 | Compromiso por Galicia (CxG)                         | Xoán Bascuas                  | 14.459  | 1,01  | 0       | =   |
| - Presidente: Alberto Núñez Feijóo - Gobierno: PP - Censo: 2.697.717 - Votantes: 1.481.379 (54,91%) - Abstención: 1.216.338 (45,09%) - Válidos: 1.443.848 - A candidaturas: 1.405.400 - Escaños a repartir: 75 | Partido Animalista Contra el Maltrato Animal (PACMA) | -                             | 7.729   | 0,54  | 0       | N/A |
| - Presidente: Alberto Núñez Feijóo - Gobierno: PP - Censo: 2.697.717 - Votantes: 1.481.379 (54,91%) - Abstención: 1.216.338 (45,09%) - Válidos: 1.443.848 - A candidaturas: 1.405.400 - Escaños a repartir: 75 | Democracia Ourensana (DO)                            | -                             | 4.203   | 0,29  | 0       | =   |
| - Presidente: Alberto Núñez Feijóo - Gobierno: PP - Censo: 2.697.717 - Votantes: 1.481.379 (54,91%) - Abstención: 1.216.338 (45,09%) - Válidos: 1.443.848 - A candidaturas: 1.405.400 - Escaños a repartir: 75 | Partido da Terra (PT)                                | -                             | 3.164   | 0,22  | 0       | N/A |
| - Presidente: Alberto Núñez Feijóo - Gobierno: PP - Censo: 2.697.717 - Votantes: 1.481.379 (54,91%) - Abstención: 1.216.338 (45,09%) - Válidos: 1.443.848 - A candidaturas: 1.405.400 - Escaños a repartir: 75 | Comunistas da Galiza                                 | -                             | 1.621   | 0,11  | 0       | N/A |
| - Presidente: Alberto Núñez Feijóo - Gobierno: PP - Censo: 2.697.717 - Votantes: 1.481.379 (54,91%) - Abstención: 1.216.338 (45,09%) - Válidos: 1.443.848 - A candidaturas: 1.405.400 - Escaños a repartir: 75 | Unificación Comunista de España (UCE)                |                               | 1.534   | 0,10  | 0       | =   |
| - Presidente: Alberto Núñez Feijóo - Gobierno: PP - Censo: 2.697.717 - Votantes: 1.481.379 (54,91%) - Abstención: 1.216.338 (45,09%) - Válidos: 1.443.848 - A candidaturas: 1.405.400 - Escaños a repartir: 75 | Piratas de Galicia (PIRATAS.GAL)                     | -                             | 1.518   | 0,10  | 0       | N/A |
| - Presidente: Alberto Núñez Feijóo - Gobierno: PP - Censo: 2.697.717 - Votantes: 1.481.379 (54,91%) - Abstención: 1.216.338 (45,09%) - Válidos: 1.443.848 - A candidaturas: 1.405.400 - Escaños a repartir: 75 | Centro Democrático Liberal (CDL)                     | José Manuel Palacín Rodríguez | 1.402   | 0,09  | 0       | =   |
| - Presidente: Alberto Núñez Feijóo - Gobierno: PP - Censo: 2.697.717 - Votantes: 1.481.379 (54,91%) - Abstención: 1.216.338 (45,09%) - Válidos: 1.443.848 - A candidaturas: 1.405.400 - Escaños a repartir: 75 | Falange Española de las JONS (FE-JONS)               | -                             | 1.314   | 0,09  | 0       | =   |
| - Presidente: Alberto Núñez Feijóo - Gobierno: PP - Censo: 2.697.717 - Votantes: 1.481.379 (54,91%) - Abstención: 1.216.338 (45,09%) - Válidos: 1.443.848 - A candidaturas: 1.405.400 - Escaños a repartir: 75 | Partido Humanista (PH)                               | -                             | 1.299   | 0,09  | 0       | =   |
| - Presidente: Alberto Núñez Feijóo - Gobierno: PP - Censo: 2.697.717 - Votantes: 1.481.379 (54,91%) - Abstención: 1.216.338 (45,09%) - Válidos: 1.443.848 - A candidaturas: 1.405.400 - Escaños a repartir: 75 | Por un Mundo más Justo (PUM+J)                       |                               | 1.275   | 0,08  | 0       | =   |
| - Presidente: Alberto Núñez Feijóo - Gobierno: PP - Censo: 2.697.717 - Votantes: 1.481.379 (54,91%) - Abstención: 1.216.338 (45,09%) - Válidos: 1.443.848 - A candidaturas: 1.405.400 - Escaños a repartir: 75 | Unión Coruñesa                                       | -                             | 1.111   | 0,07  | 0       | N/A |
| - Presidente: Alberto Núñez Feijóo - Gobierno: PP - Censo: 2.697.717 - Votantes: 1.481.379 (54,91%) - Abstención: 1.216.338 (45,09%) - Válidos: 1.443.848 - A candidaturas: 1.405.400 - Escaños a repartir: 75 | Hartos.org                                           | -                             | 1.082   | 0,07  | 0       | N/A |
| - Presidente: Alberto Núñez Feijóo - Gobierno: PP - Censo: 2.697.717 - Votantes: 1.481.379 (54,91%) - Abstención: 1.216.338 (45,09%) - Válidos: 1.443.848 - A candidaturas: 1.405.400 - Escaños a repartir: 75 | Converxencia XXI                                     | -                             | 1.056   | 0,07  | 0       | N/A |
| - Presidente: Alberto Núñez Feijóo - Gobierno: PP - Censo: 2.697.717 - Votantes: 1.481.379 (54,91%) - Abstención: 1.216.338 (45,09%) - Válidos: 1.443.848 - A candidaturas: 1.405.400 - Escaños a repartir: 75 | Solidaridad y Autogestión Internacionalista (SAIn)   | -                             | 485     | 0,03  | 0       | =   |
| - Presidente: Alberto Núñez Feijóo - Gobierno: PP - Censo: 2.697.717 - Votantes: 1.481.379 (54,91%) - Abstención: 1.216.338 (45,09%) - Válidos: 1.443.848 - A candidaturas: 1.405.400 - Escaños a repartir: 75 | Demos el Cambio (DeC)                                | -                             | 429     | 0,03  | 0       | N/A |
| - Presidente: Alberto Núñez Feijóo - Gobierno: PP - Censo: 2.697.717 - Votantes: 1.481.379 (54,91%) - Abstención: 1.216.338 (45,09%) - Válidos: 1.443.848 - A candidaturas: 1.405.400 - Escaños a repartir: 75 | Partido Social y Democrático de Derecho (SDD)        | -                             | 394     | 0,02  | 0       | =   |
| - Presidente: Alberto Núñez Feijóo - Gobierno: PP - Censo: 2.697.717 - Votantes: 1.481.379 (54,91%) - Abstención: 1.216.338 (45,09%) - Válidos: 1.443.848 - A candidaturas: 1.405.400 - Escaños a repartir: 75 | Acción Democrática de Centro de Galicia (ADCG)       | -                             | 343     | 0,02  | 0       | N/A |
| - Presidente: Alberto Núñez Feijóo - Gobierno: PP - Censo: 2.697.717 - Votantes: 1.481.379 (54,91%) - Abstención: 1.216.338 (45,09%) - Válidos: 1.443.848 - A candidaturas: 1.405.400 - Escaños a repartir: 75 | Partido Integración Comunitaria (PYC)                | -                             | 153     | 0,01  | 0       | N/A |
| - Presidente: Alberto Núñez Feijóo - Gobierno: PP - Censo: 2.697.717 - Votantes: 1.481.379 (54,91%) - Abstención: 1.216.338 (45,09%) - Válidos: 1.443.848 - A candidaturas: 1.405.400 - Escaños a repartir: 75 | Voto en blanco                                       | -                             | 38.410  | 2,69  | N/A     | N/A |
| - Presidente: Alberto Núñez Feijóo - Gobierno: PP - Censo: 2.697.717 - Votantes: 1.481.379 (54,91%) - Abstención: 1.216.338 (45,09%) - Válidos: 1.443.848 - A candidaturas: 1.405.400 - Escaños a repartir: 75 | Votos nulos                                          | -                             | 37.472  | 2,55  | N/A     | N/A |

Notas al pie
1. ↑  De ellos, 5 de EU y 4 de Anova.
2. ↑  De ellos, 6 de UPG y 1 de Abrente-Esquerda Democrática Galega.
3. ↑  Incluye a Terra Galega.

## Elección e investidura del Presidente de la Junta
La votación para la investidura del Presidente de la Junta en el Parlamento de Galicia tuvo el siguiente resultado:
| Candidato                 | Fecha                                                       | Voto       |    |    |   | BNG | Total |
| ------------------------- | ----------------------------------------------------------- | ---------- | -- | -- | - | --- | ----- |
| Alberto Núñez Feijóo (PP) | 29 de noviembre de 2012 Mayoría requerida: Absoluta (38/75) | Sí         | 41 |    |   |     | 41/75 |
| Alberto Núñez Feijóo (PP) | 29 de noviembre de 2012 Mayoría requerida: Absoluta (38/75) | No         |    | 18 | 9 | 7   | 34/75 |
| Alberto Núñez Feijóo (PP) | 29 de noviembre de 2012 Mayoría requerida: Absoluta (38/75) | Abstención |    |    |   |     | 0/75  |